# Glomeridesmus porcellus
Glomeridesmus porcellus är en mångfotingart som beskrevs av Paul Gervais och Justin Goudot 1844. Glomeridesmus porcellus ingår i släktet Glomeridesmus och familjen Glomeridesmidae. Inga underarter finns listade i Catalogue of Life.